# Robert I., normanski vojvoda
Robert I. Veličanstveni (eng. Robert the Magnificent, fra. Robert le Magnifique) (22. lipnja 1000. – 1./3. srpnja 1035.) bio je vojvoda Normandije (1027. – 1035.).
Robert je bio sin Rikarda II. i Judite Bretonske te otac Vilima I.
Nakon smrti oca (1026.), Robert se borio za vojvodstvo sa svojim starijim bratom i legalnim nasljednikom Rikardom III. Nakon Rikardove smrti, Robert je postao jak vladar. Uspio je dobiti poslušnost svojih podanika, iako je proširio koncesije lena sa svojih vojvodskih posjeda i uzurpiranu crkvenu imovinu dao novim i nižim redovima nemirnih plemića. Nakon smrti kralja Roberta II. Pobožnog (1031.), nastala je kriza nasljeđivanja u Francuskoj. Robert je dao svoju podršku Henriku I. protiv njegovog mlađeg brata. Kao nagradu zahtijevao je i dobio, navodno s Henrikovim dopuštenjem (Vexin Français), područje nedaleko sjeverno od Pariza. Kao zaštitnik pokreta reforme samostana, umro je vraćajući se s hodočašća iz Jeruzalema, 1./3. srpnja 1035. kod Niceje.